# Timbiriche VII
Timbiriche VII é o sétimo álbum de estúdio da banda mexicana Timbiriche, lançado em 1987, sob o selo Fonovisa.
Marca a estreia dos integrantes Thalía e Eduardo Capetillo. 
Comercialmente, tornou-se o mais bem sucedido de toda a carreira fonográfica do grupo. Ao todo, mais de 1 milhão de cópias foram vendidas, apenas no México. 
O álbum conseguiu emplacar alguns dos maiores sucessos do Timbiriche na parada musical mexicana, tais como: "Si No Es Ahora", "Con Todos Menos Conmigo", "Rompecabezas", "Besos de Ceniza" e "Mirame (Cuestión de Tiempo)".

## Antecedentes e produção
Após o lançamento de Timbiriche Rock Show, que rendeu ao grupo um disco de ouro, Sasha anunciou sua saída para iniciar sua carreira solo. O produtor do grupo, Luis de Llano, convidou a cantora Thalía, que ele conhecia desde a época do grupo Din Din e do musical Vaselina (que a Thalía substituiu Sasha em algumas apresentações), para entrar no lugar da cantora.
Nessa época, o grupo era formado por: Eduardo Capetillo, Thalía, Diego Schoening, Erik Rubín, Paulina Rubio, Alix Bauer e Mariana Garza. Para a produção foram escolhidos Fernando Riba, Kiko Campos e Raul Gonzáles Biestro.

## Singles
Um ano antes do lançamento do disco e ainda com a presença de Sasha, o grupo lançou a música "No Seas Tan Cruel", que foi incluída na seleção de faixas, mas o primeiro single de Timbiriche VII foi a canção "Mírime", que atingiu a posição de #4 nas charts da revista Notitas Musicales que trazia a cada quinzena as canções mais executadas em todo o México.
O segundo single, a canção "Besos de Ceniza" apareceu nas charts mexicanas enquanto o primeiro ainda era bem executado, a canção atingiu a posição de #1, tornando-se o maior sucesso do disco.
O terceiro single do disco foi o da canção "Con Todos Menos Conmigo", que atingiu a posição de #9 nas charts. A música ficou famosa no Brasil pela versão feita pela grupo Dominó, que se chamou "Com Todos Menos Comigo".
O quarto e último single foi o da canção "Si No Es Ahora", que atingiu a posição de #6 no México.
Ao mesmo tempo em que o grupo trabalhava na promoção e divulgação do disco, a integrante Thalía protagonizou a novela Quinceañera, da Televisa, para a trilha sonora o grupo gravou a faixa-título, que atingiu a posição de #2 nas charts.

## Recepção comercial
Em 15 de maio de 1988, a revista Notitas Musicales informou que as vendas tinham atingido mais de 800 mil cópias no México, quatro meses depois, em 16 de setembro de 1988, a revista mexicana Eres publicou que ultrapassara 1 milhão de cópias vendidas, tornando-se um dos álbuns mais vendidos da história fonográfica do país.

## Lista de faixas
- Fonte:[1]

1. Rompecabezas - Todos (Segunda voz: Eduardo e Paulina) - 2:44
2. Besos de Ceniza - Mariana - 2:50
3. Con Todos Menos Conmigo - Erik, Diego e Eduardo - 2:56
4. Mirame (Cuestión de Tiempo) - Alix - 3:12
5. No - Diego (Segunda voz: Alix) - 2:32
6. Persecución en la Ciudad - Paulina - 3:37
7. Si No Es Ahora - Diego e Thalía - 3:50
8. No Seas Tan Cruel - Eduardo - 2:35
9. Más Que Un Amigo - Thalía - 3:30
10. Mágico Amor - Erik - 3:32
11. Ya Estaba Escrito - Alix, Diego, Mariana e Eduardo - 4:05

## Certificação e vendas
| Região | Providor | Certificação | Vendas     |
| ------ | -------- | ------------ | ---------- |
| México | AMPROFON | Platina      | 1,000,000+ |